# جورجیو باربولینی
جورجیو باربولینی (انگلیسی: Giorgio Barbolini؛ زادهٔ ۳۰ آوریل ۱۹۳۴) بازیکن فوتبال اهل ایتالیا است.
از باشگاه‌هایی که در آن بازی کرده‌است می‌توان به باشگاه فوتبال اینتر میلان، باشگاه فوتبال مودنا، باشگاه فوتبال آ.اس. رم، باشگاه فوتبال پادوا و باشگاه فوتبال رجانا اشاره کرد.